# Mont Feather
Pour l’article homonyme, voir Feather.
Le mont Feather est le point culminant de la chaîne Quartermain, à 2 985 mètres d'altitude, en terre Victoria, dans la chaîne Transantarctique.
Il est nommé en l'honneur de Thomas A. Feather, bosco pour la Royal Navy sur le RRS Discovery au cours de l'expédition Discovery, qui accompagne Robert Falcon Scott dans la zone en 1903.